# روبرتو پسی
 روبرتو پسی (انگلیسی: Roberto Peccei؛ زاده ۶ ژانویه ۱۹۴۲ – درگذشته ۱ ژوئن ۲۰۲۰) یک فیزیک‌دان اهل ایتالیا بود.